# ヒルトン・グランド・バケーションズ

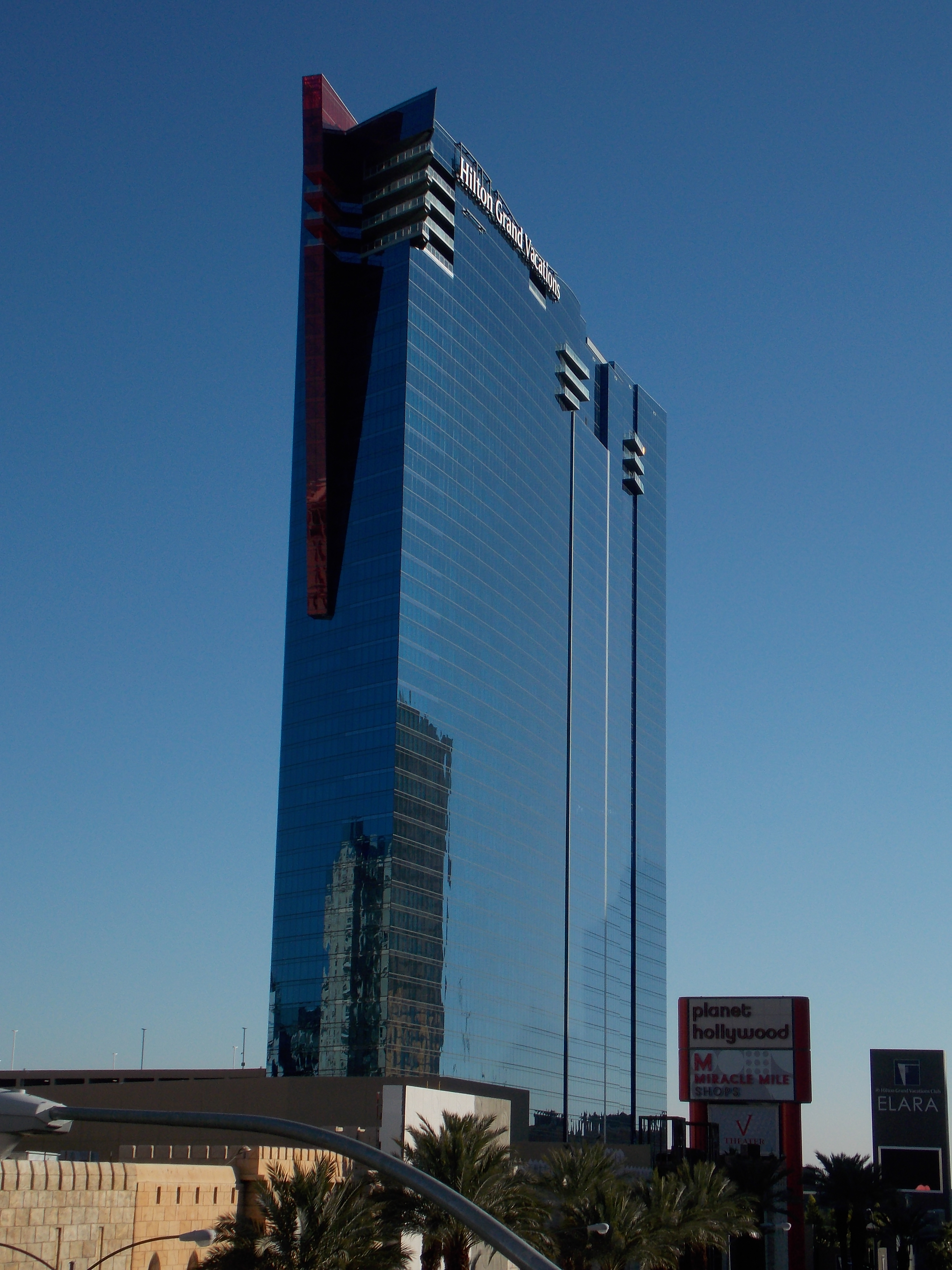
エラーラ（ラスベガスのヒルトン・グランド・バケーションズ・クラブ）

ヒルトン・グランド・バケーションズ（Hilton Grand Vacations, HGV）は、ヒルトン・グループのリゾートリゾートシステム開発会社。ニューヨーク証券取引所上場企業（NYSE: HGV）。
アメリカ合衆国フロリダ州オーランドに拠点を、支社をネバダ州ラスベガス、ハワイ州オアフ島、ニューヨーク市、マルコ島（フロリダ州）、サニベル島にそれぞれ置く。以前はヒルトン社（旧ヒルトンワールドワイド）の完全所有子会社であったが、上場企業に分社。2018年12月31日現在、51物件、8,367室のすべてがフランチャイズ化されている。

## 会社概要
1992年に設立され、フロリダ州オーランドに本社を置く。特定の休暇先にブランド名のある高品質のバケーション・オーナーシップ・リゾートのシステムを開発、販売、運営。HGVはヒルトン・グランド・バケーションズ・クラブとヒルトン・クラブの2つのクラブ・メンバーシップ・プログラムを管理運営している。
タイムシェア企業であるヒルトン・グランド・バケーションズは、主にヒルトン・グランド・バケーションズのブランドでバケーション・オーナーシップ・リゾートを開発運営している。また不動産販売と融資という2つのセグメントで事業を行い、HGVリゾート運営とクラブ管理を行い、休暇の所有期間を販売している。HGVポイント制のリゾート、休暇クラブを運営している。
2019年12月31日現在、59のリゾートがあり、540ユニットは、ハワイ諸島、ニューヨーク市、オーランド、サウスカロライナ、ワシントンDC、ラスベガス、およびヨーロッパに所在している。日本では2018年小田原に「ザ・ベイフォレスト小田原 by ヒルトンクラブ」、2021年沖縄瀬底島に「ザ・ビーチリゾート瀬底 by ヒルトンクラブ」がオープンした。